# Мара, Богдан
Йон Богдан Мара (рум. Ion Bogdan Mara; 29 сентября 1977, Дева, Румыния) — румынский футболист, нападающий.

## Биография

### Клубная карьера
В Румынии выступал за «Интер», бухарестское «Динамо», «Фарул», «Арджеш». Первый матч в румынской первой лиге провёл 21 декабря 1998, «Петролул Плоешти» — «Динамо» 2:3. В 2001 году перешёл в испанский клуб «Алавес» за который провёл 35 матчей. Позже играл за китайский «Тяньцзинь Тэда», испанский «Полидепортиво» и румынский «Рапид».
В 2005 году мог перейти в киевское «Динамо». В «Стали» играл с 2006 года под 20-м номером. Всего за клуб из Алчевска провёл 11 матчей и забил 2 гола. Позже играл на родине за УТА, «Унирю» и сейчас в клубе «Клуж», в который перешёл в 2009 году.
Имеет высшее образование.

### Карьера в сборной
За сборную Румынии провёл 7 матчей и забил 1 гол. Дебют 2 февраля 2000 года в матче Румыния — Латвия 2:0. Единственный гол забил сборной Кипра. Последний матч провёл в 2009 году против сборной Фарерских островов.